# Grający z talerza
Grający z talerza – polski film obyczajowy z 1995 roku.

## Główne role
- Franciszek Pieczka – Marczyk
- Dojnica Paładiuk – Janka
- Jolanta Fraszyńska – Janka (głos)
- Mariusz Saniternik – Morka
- Krzysztof Pieczyński – Lunda
- Grażyna Błęcka-Kolska – Kostucha
- Agnieszka Michalska – Duża Janka
- Grzegorz Warchoł – Dyrektor cyrku
- Henryk Niebudek – Maszynista
- Lech Gwit	– Konduktor
- Adam Kamień – Cyrkowiec
- Paweł Siedlik – Pasażer
- Krystyna Maczka – Mała Cyrkówka